# Amtsgericht Weismain

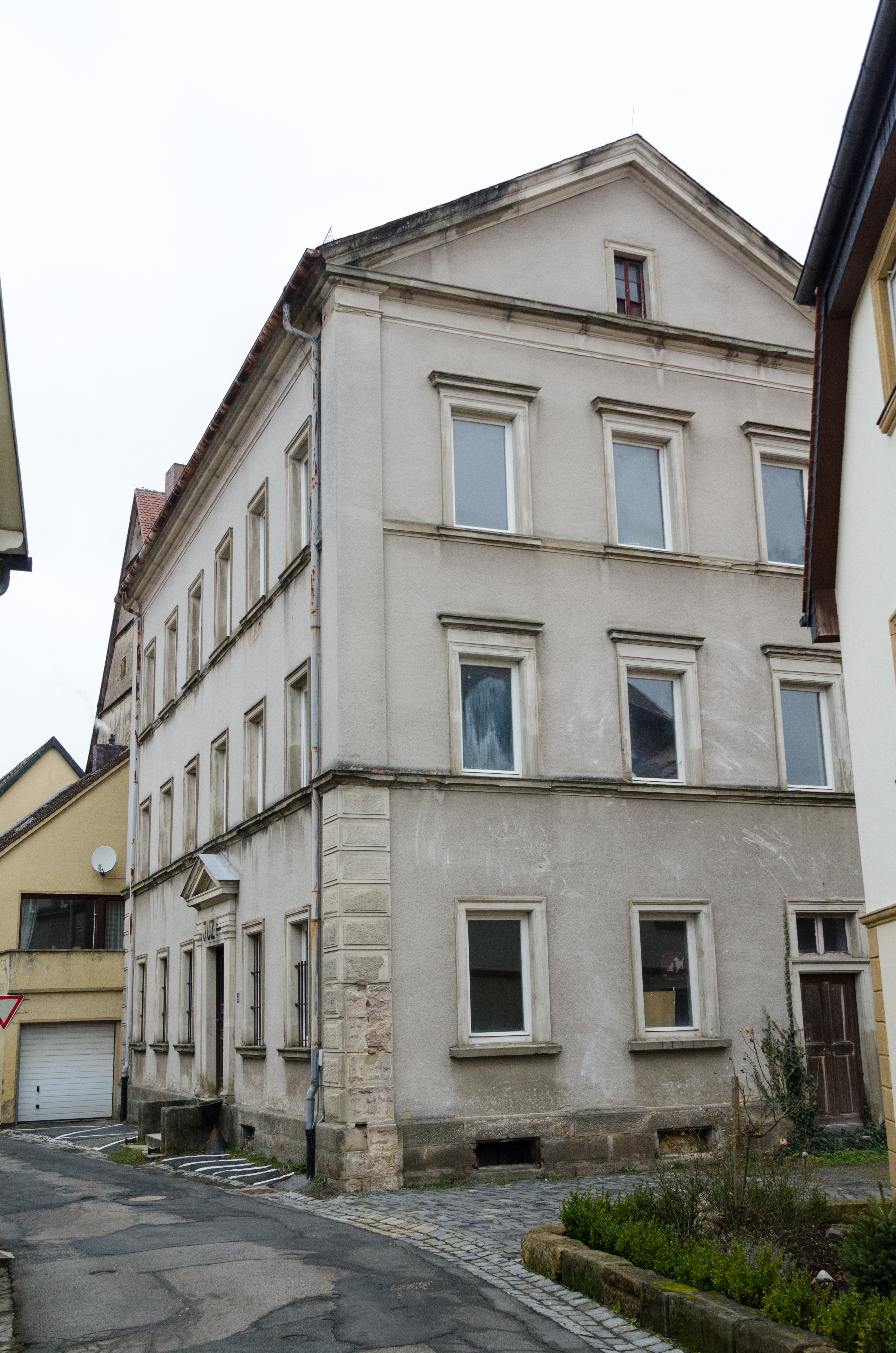
Das ehemalige Amtsgericht in Weismain (2015)

Das Amtsgericht Weismain war ein von 1879 bis 1945 bestehendes bayerisches Gericht der ordentlichen Gerichtsbarkeit mit Sitz in der oberfränkischen Stadt Weismain.

## Geschichte
Anlässlich der Einführung des Gerichtsverfassungsgesetzes am 1. Oktober 1879 wurde ein Amtsgericht zu Weismain errichtet, dessen Sprengel aus den Gemeinden Altenkunstadt, Arnstein, Burgkunstadt, Burkersdorf, Burkheim, Ebneth, Gärtenroth, Geutenreuth, Großziegenfeld, Hain, Kaspauer, Kirchlein, Kleinziegenfeld, Maineck, Mainroth, Modschiedel, Neudorf, Pfaffendorf, Strössendorf, Theisau, Wallersberg, Weiden, Weidnitz, Weismain und Wildenberg des vorherigen Landgerichtsbezirks Weismain und der vorher zum Landgerichtsbezirk Thurnau gehörenden Gemeinde Fesselsdorf sowie der bis dahin zum Landgerichtsbezirk Hollfeld zählenden Gemeinde Buckendorf gebildet wurde.
Gehörte das Amtsgericht Weismain anfangs zum Sprengel des Landgerichts Bayreuth, erfolgte am 1. April 1921 der Wechsel zum gleichzeitig errichteten Landgericht Coburg.
Mit Wirkung vom 1. Januar 1927 wurden die Orte Hain und Wildenberg vom Weismainer Gerichtsbezirk abgetrennt und dem Bezirk des Amtsgerichts Kronach zugeteilt.
Nachdem das Amtsgericht Weismain kriegsbedingt zur Zweigstelle des Amtsgerichts Lichtenfels herabgestuft und dies 1956 noch einmal bestätigt worden war, erfolgte auf Anweisung des Bayerischen Staatsministers der Justiz am 1. Juli 1959 die Aufhebung dieser Zweigstelle.

## Gerichtsgebäude
Das Amtsgericht befand sich in einem zweiflügeligen Bau mit Portalädikula, Von-Rudhart-Straße 1. Das um 1870 im klassizistischen Stil erbaute Gebäude steht unter Denkmalschutz.